# Rolf Ellerbrock
Rolf Ellerbrock (ur. 30 maja 1933 w Dortmundzie) – niemiecki i zachodnioniemiecki zapaśnik walczący w obu stylach. Olimpijczyk z Helsinek 1952, gdzie zajął dziesiąte miejsce w stylu klasycznym i szesnaste w stylu wolnym. Walczył w kategorii do 62 kg.
Trzeci na mistrzostwach Niemiec w 1951, w stylu wolnym. Wicemistrz w stylu klasycznym w 1950, 1952 i 1959; trzeci w 1955 roku.

## Letnie Igrzyska Olimpijskie 1952
| Konkurencja          | Rundy eliminacyjne       | Rundy eliminacyjne   | Rundy eliminacyjne     | Klas. końcowa |
| Konkurencja          | Przeciwnik I             | Przeciwnik II        | Przeciwnik III         | Miejsce       |
| -------------------- | ------------------------ | -------------------- | ---------------------- | ------------- |
| 62 kg styl klasyczny | Abd al-Al Raszid (EGY) Z | Lucien Claes (BEL) P | Umberto Trippa (ITA) Z | 10.           |

| Konkurencja      | Rundy eliminacyjne    | Rundy eliminacyjne   | Klas. końcowa |
| Konkurencja      | Przeciwnik I          | Przeciwnik II        | Miejsce       |
| ---------------- | --------------------- | -------------------- | ------------- |
| 62 kg styl wolny | Rauno Mäkinen (FIN) P | Joseph Mewis (BEL) P | 16.           |